# Pácoro II
Pácoro II (em latim: Pacorus; em grego: Πακώρος; romaniz.: Pakóros; em parta: 𐭐𐭊𐭅𐭓; romaniz.: Pakur) foi um xainxá do Império Arsácida de 78 a 110, filho e sucessor de Vologases I (r. 51–78). Durante a última parte do reinado de seu pai, governou o império junto dele. Após a morte de Vologases I em 78, tornou-se o único governante, mas foi rapidamente confrontado pela revolta de seu irmão Vologases II, que durou até a derrota deste último em 80. Em 79/80, o governo de Pácoro foi contestado por outro príncipe parta — Artabano III - a quem derrotou por 81. Um terceiro contendor parta, Osroes I, apareceu em 109. No ano seguinte, Pácoro foi sucedido por seu filho Vologases III, que continuou a luta de seu pai com Osroes I pela coroa parta.
Tal como o seu pai, Pácoro continuou as mesmas políticas do proeminente Artabano II (r. 12–38/41), que incluíam o aumento das fontes econômicas do Império Arsácida através do estabelecimento de um novo sistema comercial e do fortalecimento das relações com outras potências, como o Império Hã da China. O interesse parta também continuou a crescer nas terras orientais da Corásmia, Báctria e Indocuche. A influência dos partos é demonstrada pela existência de seus aspectos na cunhagem de inúmeras entidades políticas nessas áreas. Sob Pácoro, o uso da imagem da deusa grega Tique no reverso das moedas partas tornou-se mais regular do que o do rei sentado com um arco, especificamente na cunhagem de Ecbátana. Tique era uma representação das deusas iranianas Anaíta ou Axi.

## Nome
Pácoro (Pacorus; Πάκορος, Πακώρος, Παχορος, Pákoros, Pakṓros, Pachoros), Pacores (Πακορης, Pakorēs), Pácuro (Πάκουρος, Pákouros), Pacúrio (Pacurius; Πακούριος, Pakoúrios) ou Bacúrio (Bacurius; Βακούριος, Bakoúrios) são as formas latina e grega do iraniano médio Pacur (Pakur), derivado do iraniano antigo Baguepur (bag-puhr), "filho de um deus". Foi registrado em armênio (Բակուր) e georgiano (ბაკური) como Bacur (Bakur), em siríaco como Pacor (ܦܩܘܪ, Paqor), em gandari como Pacura (𐨤𐨐𐨂𐨪) e em aramaico como Pacur (𐡐𐡊𐡅𐡓𐡉, pkwry).

## Vida

### Ascensão

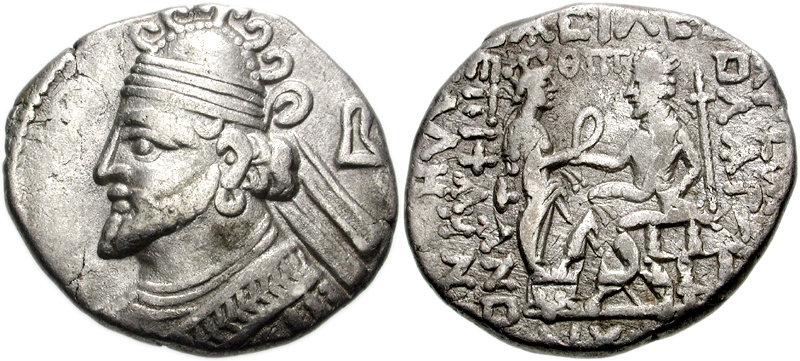
Dracma de

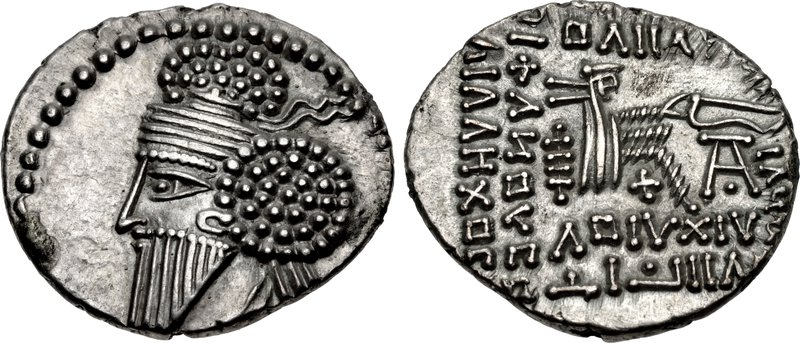
Dracma de

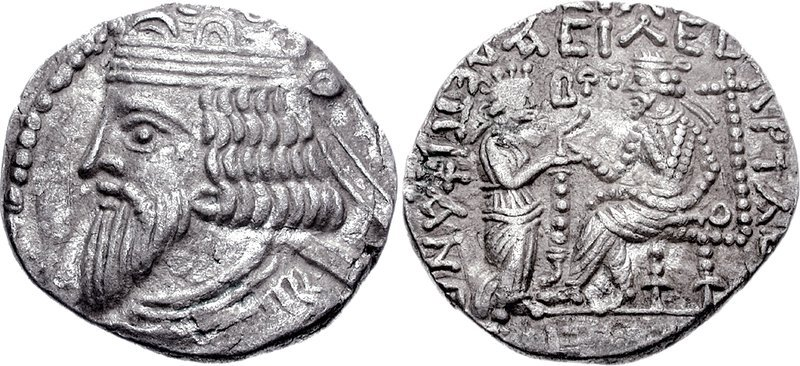
Dracma de

Pácoro foi um dos filhos mais novos do xainxá Vologases I (r. 51–78), nascido em c. 61/2.[a] Sob Vologases I, o império ressurgiu. Durante os últimos anos de seu reinado, Pácoro governou ao lado dele. Após a morte de Vologases I em 78, tornou-se o único governante do império. Logo teve que lidar com a revolta de seu irmão Vologases II, que durou até a derrota deste último em 80. Em 79/80, o governo de Pácoro foi disputado por outro príncipe parta – Artabano III, que parecia ter pouco apoio no império, com exceção da Babilônia. A ação mais notável de Artabano III foi dar refúgio a certo Pseudo-Nero chamado Terêncio Máximo. Artabano III inicialmente concordou em emprestar ajuda militar a Terêncio Máximo para capturar Roma, até descobrir a verdadeira identidade do impostor. As casas da moeda de Artabano III desaparecem depois de 81, o que sugere que neste ano Pácoro o havia derrotado.

### Reinado
Tal como o seu pai, Pácoro procurou cumprir o objetivo de Artabano II (r. 12–38/41), tentando estabelecer uma rota comercial longa e estruturada que atravessasse a Ásia Oriental, a Índia e a costa do Mar Mediterrâneo. Esta longa rota comercial planejada melhoraria muito a economia do Império Arsácida. Para conseguir isso, Pácoro fortaleceu relações com outras potências com as quais conseguiu estabelecer comércio de longa distância, principalmente o Império Hã na China. Em 97, o general chinês Ban Chao, protetor-geral das regiões ocidentais, enviou seu emissário Gan Ying em missão diplomática para chegar ao Império Romano. Gan visitou a corte de Pácoro em Hecatômpilo antes de partir para Roma. Viajou ao oeste até o golfo Pérsico, onde as autoridades partas o convenceram de que uma árdua viagem marítima ao redor da Arábia era o único meio de chegar a Roma. Desanimado com isso, Gan Ying retornou à corte Hã e forneceu ao imperador He de Hã (r. 88–105) um relatório detalhado sobre o Império Romano baseado em relatos orais de seus anfitriões partas. O historiador moderno William Watson especulou que os partos teriam ficado aliviados com os esforços fracassados do Império Hã para abrir relações diplomáticas com Roma, especialmente após as vitórias militares de Ban Chao contra os Xiongnu no leste da Ásia Central.
O interesse parta também continuou a crescer nas terras orientais da Corásmia, Báctria e Indocuche. A influência do Império Arsácida é demonstrada pela existência de aspectos partas na cunhagem de numerosas entidades políticas nessas áreas. Durante seus últimos anos de governo, Pácoro cogovernou com seu filho Vologases III. Em 109, um terceiro contendor parta chamado Osroes I apareceu. Em 110, Pácoro vendeu o reino vassalo arsácida de Osroena para Abgar VII (r. 109–116). Morreu no mesmo ano e foi sucedido por Vologases III, que continuou a luta de seu pai com Osroes I pela coroa arsácida.

## Cunhagem

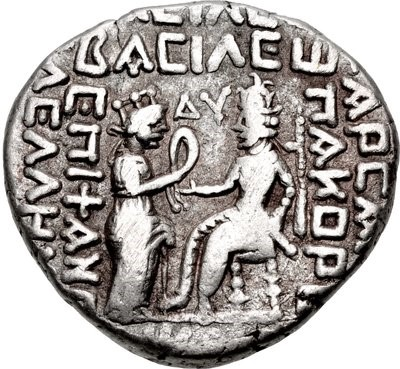
Reverso de um dracma de Pácoro sendo investido por Tique

No anverso de suas moedas, Pácoro é retratado simplesmente usando um diadema. No início, parecia imberbe em suas moedas, uma característica rara na cunhagem parta que demonstrava sua juventude, tendo ascendido ao trono por volta dos dezesseis ou dezessete anos. A partir de 82/3, é retratado com barba. De 93 a 96, é retratado com a tiara de seu pai. O historiador moderno Marek Jan Olbrycht supõe que o uso da tiara na última parte do seu reinado refletia o poder e o status do seu império nesta época.
O reverso de suas moedas retratava a deusa grega Tique investindo-o como rei. Sob Pácoro, o uso da imagem de Tique no reverso das moedas partas tornou-se mais regular do que o do rei sentado com um arco, especificamente na moeda cunhada em Ecbátana. Isto durou até o reinado de seu filho e sucessor, Vologases III. Na era parta, os iranianos usaram a iconografia helenística para retratar suas figuras divinas, assim, a cena da investidura pode ser associada ao khvarenah avéstico, ou seja, glória real, com Tique representando uma das deusas iranianas Anaíta ou Axi.

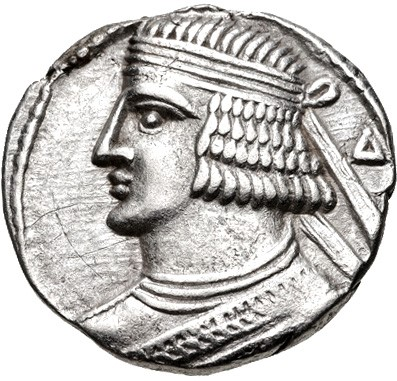
Dracma de um jovem Pácoro II imberbe usando um diadema, cunhada em 78/9
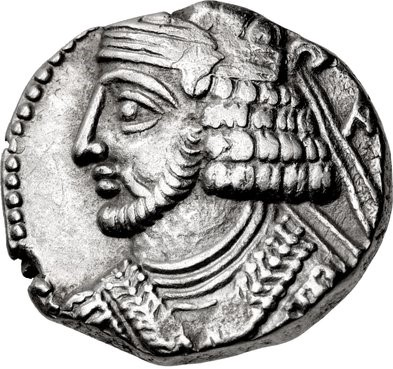
Moeda de Pácoro II com diadema e barba, cunhada em 92/3
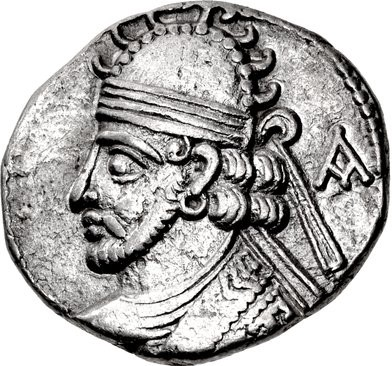
Moeda de Pácoro II com tiara e barba, cunhada em 93

## Descendência
Além de Vologases III, Pácoro teve outros três filhos: Axídares e Partamásiris, que serviram sucessivamente como reis da Armênia, e Meredates, que serviu como rei de Caracena em meados do século II.